# Henk Könemann

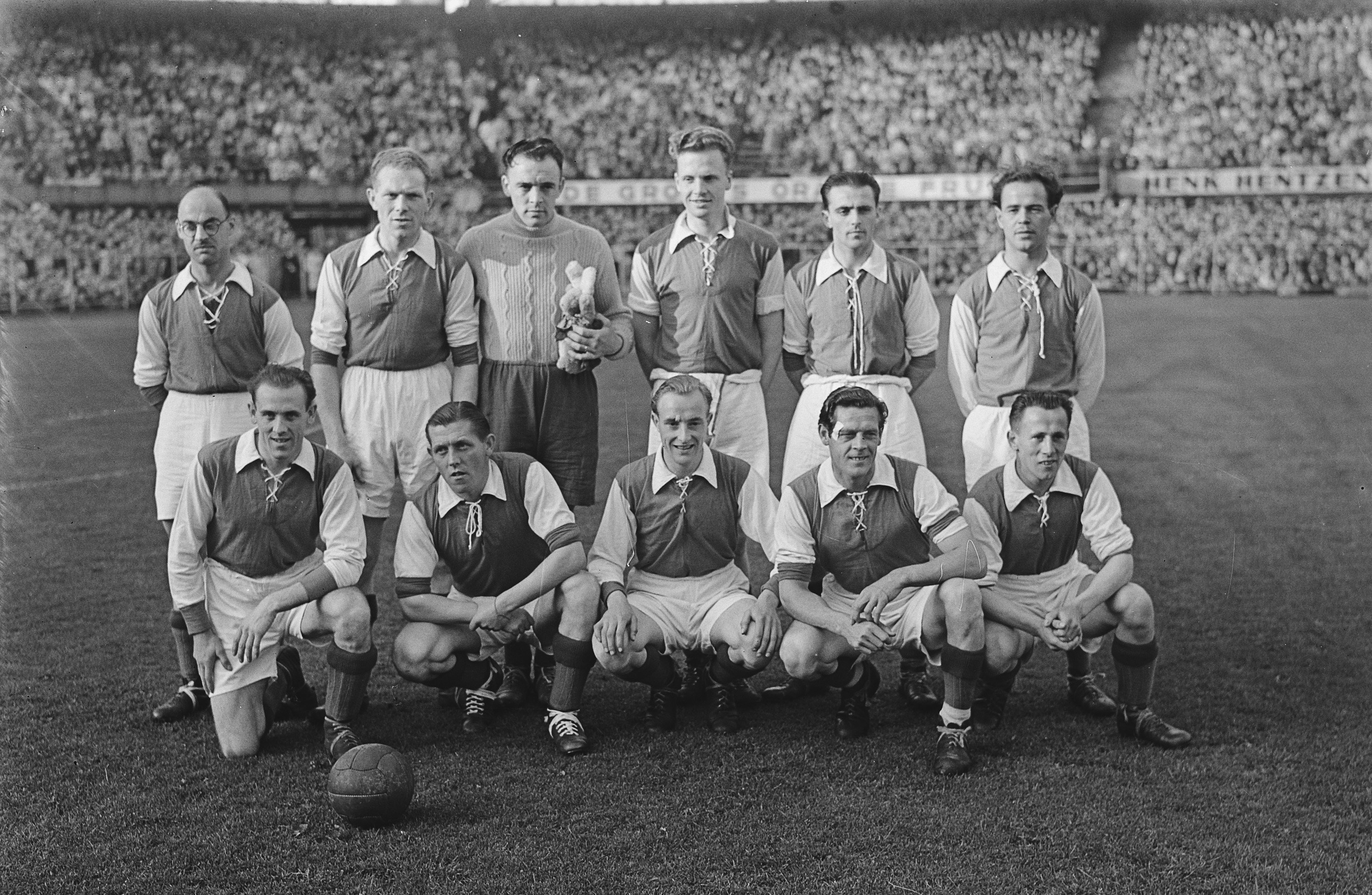
Könemann in het kampioenselftal van SVV (1949)

Hendrik Willem (Henk) Könemann (Schiedam, 24 januari 1924 – Schiedam, 12 maart 2008) was een Nederlands voetballer. De middenvoor kwam in de jaren veertig en vijftig uit voor SVV. Zijn bijnaam was De Kuun.
Könemann was een makkelijk scorende aanvaller. Hij scoorde onder andere de winnende treffer in de kampioenswedstrijd in de Tweede klasse in 1948 tegen SC Emma. Een jaar later schoot hij SVV met twee treffers naar het enige landskampioenschap van de club. In de laatste wedstrijd, gespeeld in Stadion Feijenoord tegen sc Heerenveen, werd het 3-1. Op 28 november 1954 maakte Könemann in een wedstrijd tegen DWS het eerste officiële doelpunt van SVV als betaaldvoetbalclub.
Könemann nam in 1960 afscheid, maar keerde in 1962 nog kort terug toen SVV uit de Eerste divisie dreigde te degraderen. De op dat moment 38-jarige speler kon de degradatie niet afwenden. De speler, die naast het voetbal metaalbewerker was, had verschillende keren de mogelijkheid om bij een andere club een lucratief contract te tekenen, maar bleef zijn hele loopbaan bij SVV. Hij kwam ruim 500 keer uit voor deze ploeg. Later was hij assistent-trainer van SVV en coach van de Rotterdamse amateurclubs CKC en HOV.
Tussen maart en juni 1972 was hij interim-trainer van SVV, als opvolger van de op non-actief gestelde hoofdtrainer Jan Bens. Het seizoen erop was hij assistent van Rinus Gosens, een teamgenoot van hem als speler van SVV en tevens een goede vriend van Könemann.